# Каролев (Ловицький повіт)
Каролев (пол. Karolew) — село в Польщі, у гміні Неборув Ловицького повіту Лодзинського воєводства.
Населення — 142 особи (2011).
У 1975-1998 роках село належало до Скерневицького воєводства.

## Демографія
Демографічна структура станом на 31 березня 2011 року:
|          | Загалом | Допрацездатний вік | Працездатний вік | Постпрацездатний вік |
| -------- | ------- | ------------------ | ---------------- | -------------------- |
| Чоловіки | 74      | 16                 | 49               | 9                    |
| Жінки    | 68      | 11                 | 38               | 19                   |
| Разом    | 142     | 27                 | 87               | 28                   |